# Synapseudes idios
Synapseudes idios är en kräftdjursart som beskrevs av Gardiner 1973. Synapseudes idios ingår i släktet Synapseudes och familjen Metapseudidae. Inga underarter finns listade i Catalogue of Life.